# Jan Olof Carlsson
Jan Olof Carlsson, född 5 januari 1935 i Ludvika, är en svensk ämbetsman och bergsingenjör.

## Biografi
Carlsson är son till kamrer Olof Carlsson och Cecilia Leopoldsson. Han tog officersexamen vid Krigsskolan 1957 och utexaminerades från Kungliga Tekniska högskolan (KTH) 1966. Carlsson var utredningschef vid Svenska Teknologföreningen 1963–1966, sakkunnig vid handels-, finans- och industridepartementet 1967–1975, ställföreträdande generaldirektör vid Styrelsen för teknisk utveckling 1975–1987, vice VD för Svenska Utvecklings AB 1975–1976 och planeringschef vid Styrelsen för teknisk utveckling 1979–1987. Carlsson var generaldirektör och chef för Sveriges geologiska undersökning 1987–1996.
Carlsson var sekreterare vid industriforskningsutredningen 1966–1967, ledamot och expert i statliga kommittén rörande teknisk forskning och utveckling och industriell verksamhet, svenskt ombud vid internationella överläggningar, styrelseledamot i bland annat Tekniska museet från 1969 (vice ordförande), Statens utvecklingsfond 1973–1978, AB Atomenergi 1975–1979, Uddevallavarvet AB 1976–1984, AB Ingenjörsförlaget 1977–1982, United Stirling AB 1971–1985, FFV Industriprodukter AB 1979–1982, STF ingenjörsutbildning AB (ordförande) från 1982, Institutet för Företagsledning (nuvarande IFL vid Handelshögskolan i Stockholm AB) från 1976, förbundsordförande i Sveriges Civilingenjörsförbund CF-STF 1976–1981, vice ordförande Saco/SR 1980–1985, Försvarets forskningsanstalt (FOA) 1984–1985 (vice ordförande), Sveriges tekniska attachéer (vice ordförande) 1979–1987, Institute for the Management of Technology (IMIT) 1985–1989, Svenska nationalkommittéen för geografi från 1989 (ordförande) och Naturvetenskapliga forskningsrådet från 1989. Carlsson invaldes 1992 som ledamot av Ingenjörsvetenskapsakademien i dess avdelning V för bergs- och materialteknik. 
Han gifte sig 1963 med Birgitta Alex (1939–2019), dotter till Marcus Alex och Märta Möller.